# Vuurwerk (single)
Vuurwerk is een nummer van de Belgische actrice-zangeres Camille Dhont. Het nummer werd eind maart 2021 uitgebracht, als eerste solo-single van de zangeres, nadat Camille twee hits had in samenwerking met Regi. Het nummer werd gekozen als MNM-Big Hit, en kwam een week later meteen binnen op plaats 12 in de Ultratop 50. Het nummer maakte ook een nummer 1 debuut bij Vlaamse radio's. Vuurwerk stond uiteindelijk 39 weken in de Ultratop, waarmee het de succesvolste Belgische single was van 2021. Hierdoor verkreeg Camille ook een MIA-nominatie in de categorie  Hit van het jaar.
Een week later kwam de videoclip van Vuurwerk uit. Er wordt gebruik gemaakt van ledlampen en rolschaatsen, die een soort eighties vibe geven aan het nummer.
Op 14 april 2023 kwam ook de Duitstalige versie van Vuurwerk uit, Feuerwerk genaamd. 

## Achtergrond
Veel mensen horen in de violen een sample van The Veronicas' "Untouched". Regi beweert dat dit niet het geval is en het zelf ingespeeld is. Het is eerder gebaseerd op Milk Inc's "Everything" uit 2011.

## Hitlijsten

### Ultratop 50 Vlaanderen
| Positie: | 12  | 4  | 9  | 8  | 16  | 9  | 8   | 17 | 15 | 11 | 7  | 8  | 14 | 13 | 8  | 8  | 14 | 13 |
| Week:    | 19  | 20 | 21 | 22 | 23  | 24 | 25  | 26 | 27 | 28 | 29 | 30 | 31 | 32 | 33 | 34 | 35 | 36 |
| Positie: | 22  | 15 | 21 | 17 | 17  | 20 | 15  | 15 | 19 | 24 | 22 | 25 | 27 | 25 | 28 | 23 | 32 | 42 |
| Week:    |     | 37 | 38 | 39 |     | 40 |     |    |    |    |    |    |    |    |    |    |    |    |
| Positie: | uit | 34 | 47 | 26 | uit | 49 | uit |    |    |    |    |    |    |    |    |    |    |    |